# VK Polet Sombor
Vaterpolo klub Polet, vaterpolski klub iz Sombora, Srbija. Klub se smatra nasljednikom vaterpolskog kluba Somborskog sportskog udruženja osnovanog 1907. godine, koji je inače bio prvi vaterpolski klub na prostoru bivše Jugoslavije. Trenutno se natječe u Drugoj ligi Srbije-skupina Sjever, trećoj razini srbijanskog klupskog vaterpola.

## Uspjesi
- prvak Jugoslavije: 1921., 1922., 1924.
- doprvak Jugoslavije: 1928.
- prvak južne Mađarske: 1913.
- prvak SR Srbije: 1952., 1955., 1956., 1957., 1959., 1960.
- prvak Beograda: 1938.

## Vanjske poveznice
- Službena stranica